# Comunitat de comunes del País de Montauban-de-Bretagne
La Comunitat de comunes del País de Montauban-de-Bretagne (en bretó Kumuniezh kumunioù Bro Venezalban) és una estructura intercomunal francesa, situada al departament de l'Ille i Vilaine a la regió Bretanya, al País de Brocéliande. Té una extensió de 131,93 kilòmetres quadrats i una població de 9.838 habitants (2006).

## Composició
Agrupa 8 comunes :
1. Boisgervilly
2. La Chapelle-du-Lou
3. Landujan
4. Le Lou-du-Lac
5. Médréac
6. Montauban-de-Bretagne
7. Saint-M'Hervon
8. Saint-Uniac